# Centrorhynchus microcerviacanthus
Centrorhynchus microcerviacanthus är en hakmaskart som beskrevs av Das 1950. Centrorhynchus microcerviacanthus ingår i släktet Centrorhynchus och familjen Centrorhynchidae. Inga underarter finns listade i Catalogue of Life.